# 有慶
有慶（1790年—？年），字善階，号馀斋，金氏，漢軍正白旗人。嘉慶二十一年丙子科，順天乡试中举，二十二年（1817年）丁丑科進士。
曾任内阁中书、侍读，四川省重慶府知府，護理四川分巡川東兵備道。曾任道光《重慶府志》監修

## 家族
- 曾祖金祿；
- 祖父啟明，乾隆甲子翻译举人；
- 父多福，江西九江都司；
- 子申祜，浙江慶元县知县。